# Papiro di Barcellona
Il Papiro di Barcellona è un papiro risalente al IV secolo, ritrovato in Egitto e catalogato come P.Monts.Roca inv.128-178. È il più antico manoscritto liturgico contenente una anafora completa.
La parte principale del codice è conservata presso l'Abbazia di Montserrat e include sette pagine (154b-157b) di preghiere in greco, un'anafora completa, un canone eucaristico, due orazioni per i malati, e un inno acrostico probabilmente in stile battesimale. Il Codice include alcuni testi in latino e una lunga lista di parole greche.

## L'anafora di Barcellona
L'anafora inclusa nel Papiro di Barcellona venne pubblicata nel 1994 per la prima volta da Ramón Roca-Puig e nel 2008 con un'edizione critica di Zheltov. Potrebbe essere correlata ad alcuni monasteri pacomiani, la cui forma era spesso utilizzata in Egitto a partire nel VII secolo: vennero infatti ritrovati altri due frammenti chiamati Papiro Copto di Luvanio, una versione copta del VI secolo e un frammento in greco (PVindob. G 41043).
L'anafora di Barcellona comprende tutti gli elementi tipici di sviluppo di un'anafora, con la particolarità che la sua epiclesi è situata prima delle parole di istituzione, come nel testo e nelle rubriche del Canone Romano. Il contenuto di quest'anafora, che non include intercessioni, è il seguente:
- dialoghi di apertura (Sursum corda);
- prefazio che loda il Padre per la creazione del cielo e della terra, del mare e di tutto ciò che si trova in essi (citazione di Salmi 14,66[6] tipica delle anafore di origine alessandrina);[7]
- Sanctus (senza il Benedictus, secondo il primitivo uso egiziano), introdotto da un pre-Sanctus;
- post-Sanctus incentrato su Gesù;
- oblazione del pane e del calice del vino;
- epiclesi allo Spirito Santo con la richiesta esplicita di mutare il pane e il vino in Corpo e Sangue di Cristo;
- breve racconto dell'istituzione seguito dall'anamnesi;
- una preghiera per una Comunione degna (potrebbe essere considerata una seconda o implicita epiclesi);
- dossologia finale.

Paul F. Bradshaw suggerisce che quest'anafora nella sua forma finale venne aggiunta al Sanctus un materiale più antico, così come l'Epiclesi e le Istituzioni narrative, molto probabilmente provenienti dalla Siria occidentale o dall'Egitto.

## La preghiera del ringraziamento
Tra le preghiere del ringraziamento trovate nel Papiro di Barcellona, vi è un'orazione che si recitava dopo aver ricevuto l'eucaristia formulata sulla base della parte finale dell'anafora. Questo semplice parallelismo dell'anafora con la preghiera del ringraziamento ricorda le strutture antiche ritrovate nei capitoli 9-10 delle Didaché, e nei capitoli 25-26 nel VII libro delle Costituzioni apostoliche.

## Le due orazioni per i malati
Tra le preghiere individuate nel Papiro di Barcellona, vi sono due testi probabilmente riferiti al sacramento dell'unzione degli infermi: un'orazione associata all'imposizione delle mani secondo la quale lo "spirito della malattia" abbandona i fedeli, e un'altra per la consacrazione dell'olio degli infermi, che alternativamente può riferirsi alla consacrazione dell'olio dei catecumeni.